# Belotinț
Belotinț – wieś w Rumunii, w okręgu Arad, w gminie Conop. W 2011 roku liczyła 310 mieszkańców. 